# Kundenerwartung
Als Kundenerwartung werden im Marketing die – teilweise subjektiven und unterschiedlichen – Erwartungen verstanden, die Kunden gegenüber angebotenen Produkten und Dienstleistungen sowie gegenüber den Verkäufern hegen.

## Allgemeines
Produkte/Dienstleistungen können nur verkauft werden, wenn sie dem Bedarf der Kunden entsprechen. In diesen Bedarf fließen die Kundenerwartungen ein. Diese werden jedenfalls nicht erfüllt, wenn „am Bedarf vorbei produziert“ wird. Der Bedarf wird erst durch Geld zur Nachfrage. Das Güterangebot muss sich deshalb auf die Güternachfrage einstellen. Insoweit müssen die Unternehmensziele der Unternehmen und die persönlichen Ziele der Privathaushalte deckungsgleich sein, damit Angebot und Nachfrage zum Marktgleichgewicht gelangen. Kundenerwartungen sind die individuellen Ansprüche des Kunden an Produkt- und Dienstleistungsqualität. Diese Ansprüche sind nicht gleich, so dass mehrere Nachfrager unterschiedliche oder unterschiedlich gewichtete Erwartungen gegenüber demselben Produkt haben können.

## Kriterien
Die Kundenerwartungen lassen sich in folgende Kriterien einteilen:
| Leistung                | Kundenerwartung |
| ----------------------- | --- |
| Preis                   | Kundennutzen, Preisgünstigkeit, angemessenes Preis-Leistungs-Verhältnis                                                                    |
| Produktqualität         | verständliche Gebrauchsanleitung, Bedienbarkeit, Funktionalität, individuelle Kundenlösungen, Komfort, Leistungsfähigkeit, Zuverlässigkeit |
| Dienstleistungsqualität | Fachkompetenz, Höflichkeit, Komfort, Pünktlichkeit, Schnelligkeit, Zuverlässigkeit                                                         |
| Produktionsprozess      | Ordnung, Produktionsstruktur, Sauberkeit, einwandfreier Zustand der Produktionsanlagen, Wartezeiten                                        |
| Vertriebsprozess        | Flexibilität, Fachkompetenz, Höflichkeit, Liefertreue, Pünktlichkeit, Schnelligkeit                                                        |
| Kundendienst            | Fachkompetenz, Gewährleistung, Kulanz, Beschwerden und Reklamationen, Zuverlässigkeit                                                      |
| Callcenter              | Erreichbarkeit, Fachkompetenz, Höflichkeit, Schnelligkeit, keine Telefonwarteschleife                                                      |
| Unternehmen             | Markenimage, Reputation |

Jeder Kunde kann diese Kriterien unterschiedlich gewichten oder ihnen verschiedene Prioritäten beimessen. Die Kriterien sind nicht vollständig, so dass Kunden auch andere Erwartungen haben können.
„Die Kundenerwartung wird von der Art und Weise, wie der Kunde das Produkt wahrnimmt, beeinflusst, aber auch von früheren Erfahrungen, der Werbung, dem Hörensagen, der Kenntnisnahme von Wettbewerbern sowie dem Markenimage“.

## Determinanten der Kundenerwartung
Die Kundenerwartung besteht aus drei Determinanten: der kundenbezogenen, der unternehmensbezogenen und der konkurrenzbezogenen. Diese Determinanten beeinflussen und bilden die Kundenerwartung.
- Die kundenbezogene Determinante besteht aus der Kundenpersönlichkeit und aus der spezifischen Situation des Kunden. Zur Kundenpersönlichkeit gehört: das Bedürfnis, die Wünsche, die Servicephilosophie und die Leistungsfähigkeit des Kunden. Die spezifische Situation kann folgendes beinhalten: die zufällige Übernachfrage, höhere Gewalt oder auch übertragene Erwartungen.[6]
- Die unternehmensbezogene Determinante besteht aus den bisherigen Erfahrungen des Kunden mit dem Unternehmen und den Serviceinformationen des Unternehmens. Die bisherigen Erfahrungen setzen sich zusammen aus der früheren Leistungsinanspruchnahme, der Mund-zu-Mund-Propaganda von Familie und Freunden und der Expertenaussagen über das Unternehmen. Die Serviceinformationen sind sowohl explizite Informationen, zum Beispiel im Rahmen der Kommunikation des Unternehmens, als auch implizite Informationen, zum Beispiel der Preis oder das Image des Unternehmens.[7]
- Die konkurrenzbezogene Determinante besteht aus den bisherigen Erfahrungen mit den Konkurrenzunternehmen und den Konkurrenzinformationen. Die bisherigen Erfahrungen setzen sich zusammen aus der früheren Leistungsinanspruchnahme der Konkurrenz, der Mund-zu-Mund-Kommunikation von Familie und Freunden über die Konkurrenzunternehmen und der Expertenaussage über die Konkurrenzunternehmen. Die Konkurrenzinformationen sind die Angebote der Konkurrenz, die expliziten und impliziten Serviceinformationen der Konkurrenz sowie die Möglichkeit der Eigenerstellung eines Produktes.[8]

## Kundenerwartungen beim Einkauf
Kunden erwarten beim Einkauf oftmals Beratung, da sie von der Produktauswahl überfordert sind und Schwierigkeiten damit haben, sich für das für sie richtige Produkt zu entscheiden. Kunden erwarten als erstes, dass die Verkäufer freundlich und gut gelaunt sind. Des Weiteren erwarten die Kunden vom Verkäufer, dass sie ernst genommen, verstanden und anerkannt werden. Außerdem möchten sie Komfort und Aufmerksamkeit während ihres Einkaufs haben und das Gefühl haben, willkommen zu sein.
Allerdings ist zu beachten, dass die Kunden unterschiedlich hohe Erwartungen an ihren Einkauf haben, je nachdem, was sie kaufen. Es ist zu Unterscheiden zwischen einem Low-Involvement und einem High-Involvement. Involvement bezeichnet in diesem Fall das Engagement eines Kunden, sich für das Produkt zu interessieren.
Ein High-Involvement ist zum Beispiel der Kauf eines Autos, da es für den Kunden von großer Bedeutung ist, weil der Kauf mit hohen Kosten verbunden und eine Anschaffung für einen längeren Zeitraum ist. Der Kunde investiert in einen solchen Einkauf viel Energie und Zeit, um sich genau über das Angebot zu informieren und braucht eine gute Kaufberatung.
Ein Low-Involvement beschreibt das Gegenteil, zum Beispiel beim Kauf von Lebensmitteln. In diesem Fall steckt der Kunde wenig Zeit und Energie in eine Kaufberatung oder in die Suche von Informationen über das Produkt, da es alltägliche Produkte sind, die schnell verbraucht werden.

## Wirtschaftliche Aspekte
Die Kunden haben zwar immer mehr Auswahl an Produkten, jedoch sind die Produkte auch ähnlicher geworden.
Die Erwartungen eines Kunden sind Ansichten und Meinungen über ein Produkt und werden vor der Kaufentscheidung gebildet. Kundenerwartungen eines Kunden müssen nicht stabil sein, sondern können sich im Zeitablauf ständig ändern. Im Rahmen der Qualitätsforschung wird davon ausgegangen, dass Kunden mit einer „inneren Qualitätsnorm“ (normative Kundenerwartungen) mit der wahrgenommenen, aktuellen Produktqualität abgleichen und sich daraus ein Qualitätsurteil bilden. Prädikative Kundenerwartungen sind Vorhersagen, Antizipationen oder Wahrscheinlichkeiten im Hinblick auf ein bestimmtes Qualitätsniveau. Auf der Suche nach einem Restaurant in einer „schmuddeligen“ Hafengegend wird der Kunde negative Vorstellungen entwickeln, die sehr wahrscheinlich zutreffen. Sichere Erwartungen wird er dagegen entwickeln, wenn er vor einem McDonald’s mit standardisierten Produkten steht. Auf dem Mobilfunkmarkt beispielsweise gibt es sehr viele verschiedene Handys, jedoch haben alle ungefähr die gleichen Funktionen. Ein Smartphone zum Beispiel besitzt einen Touchscreen und eine eingebaute Kamera, gleichgültig, von welcher Firma es hergestellt wird. Somit ist es für Kunden sehr schwer geworden, sich für ein Produkt zu entscheiden und das richtige Produkt für ihre individuellen Bedürfnisse zu finden. Das Internet erhöht die Markttransparenz und ermöglicht daher gute Produktvergleiche, jedoch macht die große Auswahl an ähnlichen Produkten (Substitutionsgüter) eine Entscheidungsfindung für Kunden sehr schwer. Vom Verkäufer erwarten die Kunden eine sehr gute Beratung, damit sie bei der großen Auswahl das perfekte Produkt für sich finden und sich schneller für ein Produkt entscheiden können.
Die Kundenerwartungen fließen – wie alle übrigen Informationen (beispielsweise aus der Kundenberatung) – in die Kaufentscheidung ein. Stimmen die Erwartungen mit Qualität und Kaufpreis des Kaufobjekts vollständig überein, tritt Kundenzufriedenheit ein. Sie kommt zum Vorschein, wenn die Kundenerwartungen vollständig erfüllt werden. Die Kundenzufriedenheit ist jedoch subjektiv und bei jedem Kunden verschieden. Die Kundenzufriedenheit ist für Unternehmen von großer Bedeutung, da Kundenzufriedenheit zu einer Kundenbindung führen kann. Deshalb ist eine bestmögliche Kundenorientierung für Unternehmen sehr wichtig, um die Kundenerwartung ermitteln zu können und sie so zu erfüllen.
Die Kundenzufriedenheit wurde in der Betriebswirtschaftslehre unter dem Aspekt der Arbeitszufriedenheit der Arbeitnehmer untersucht. Eine der ersten Untersuchungen über die Kundenzufriedenheit erschien ersichtlich im Jahre 1969, wobei die Unternehmen als Messgröße der Kundenzufriedenheit Gewinne oder Marktanteile heranzogen. Das Ziel der Kundenzufriedenheit ist – wegen der subjektiven und auch psychologischen Implikationen – nicht dichotom (erreichbar/nicht erreichbar), sondern ist in unterschiedlichen Qualitäten erreichbar.